# 54-й Массачусетский пехотный добровольческий полк

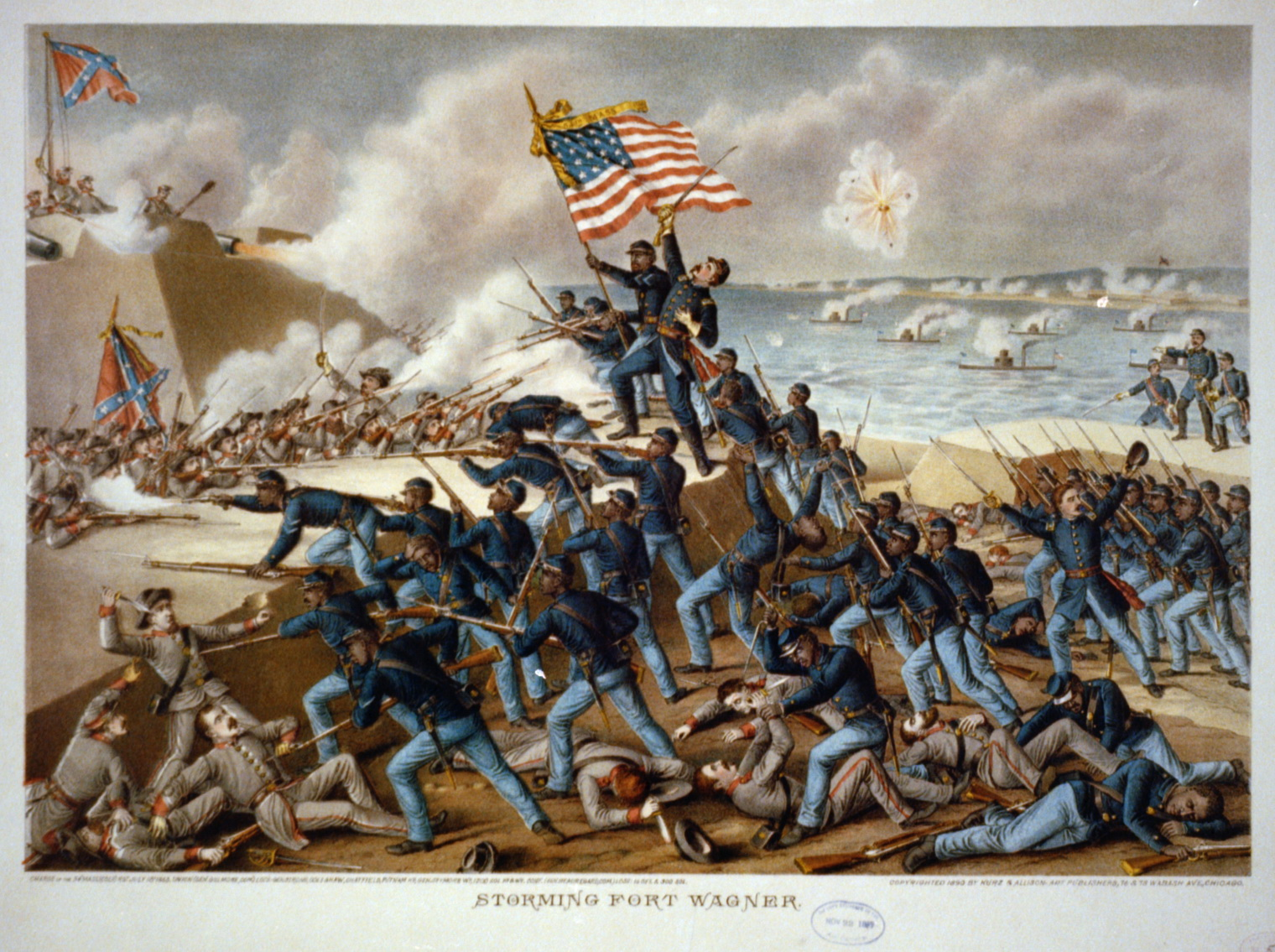
Штурм форта Вагнер, самое известное сражение, в котором принимал участие 54-й полк

54-й Массачусетский пехотный добровольческий полк (англ. 54th Massachusetts Infantry Regiment) — первое регулярное воинское формирование в истории США, состоявшее полностью из афроамериканцев, за исключением офицеров. 54-й полк был создан в 1863 году и принимал участие в Гражданской войне между северными и южными штатами.
После окончания боевых действий в армии США были созданы регулярные подразделения, состоявшие из чернокожих кавалеристов (см. солдаты-буффало). В 2008 году подразделение было воссоздано как составная часть национальной гвардии штата Массачусетс, выполняющей церемониальные функции (54th Massachusetts Volunteer Regiment).

## История

### Формирование

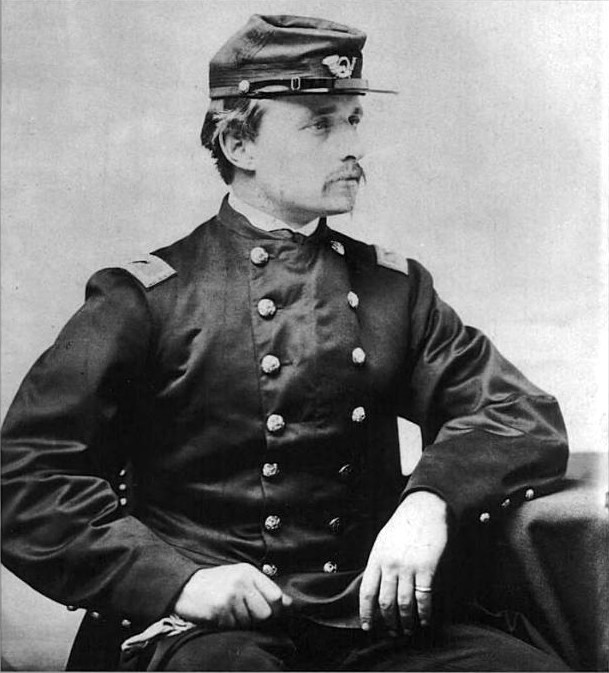
Полковник Роберт Шоу в мае 1863 года

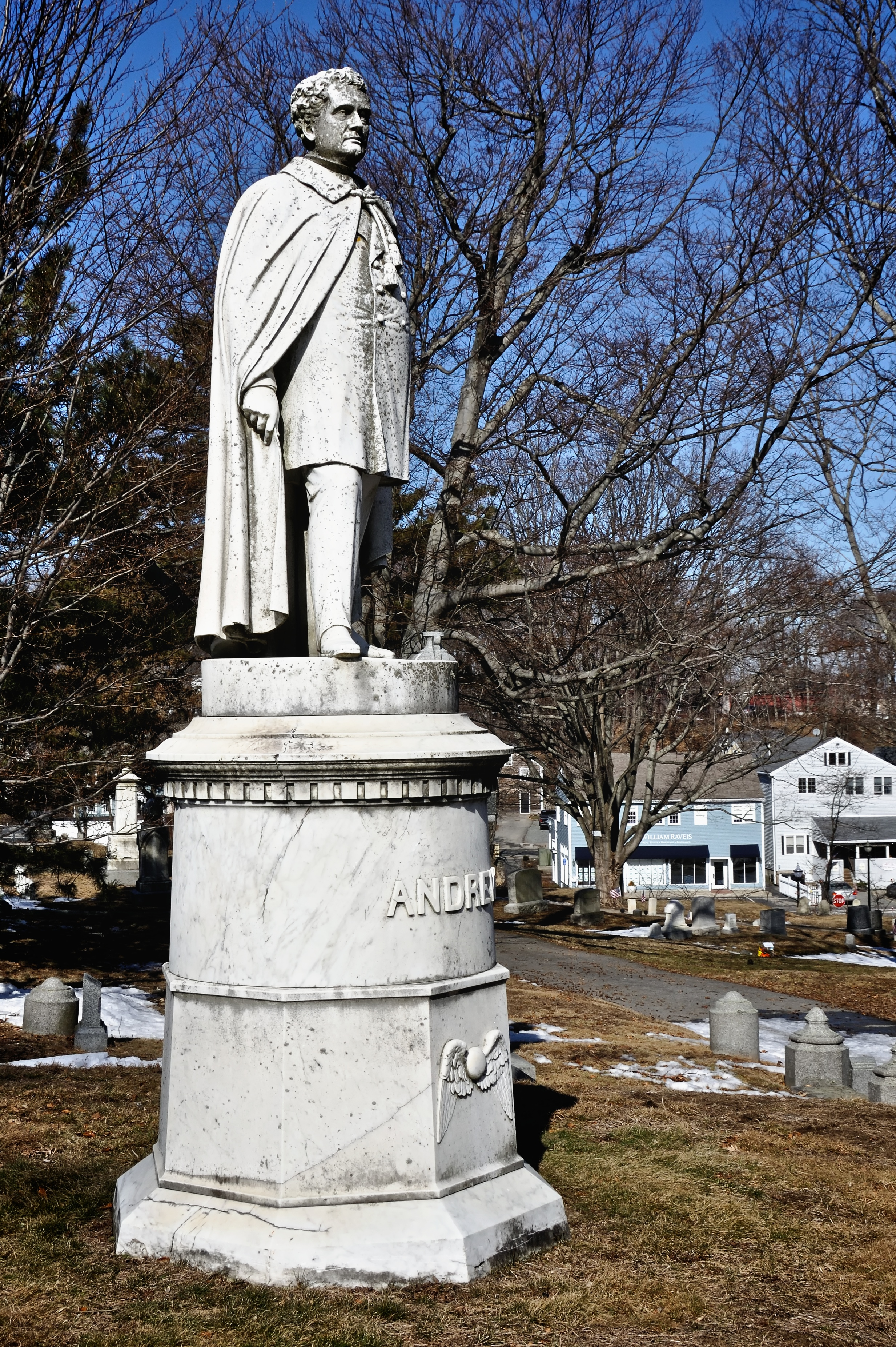
Памятник губернатору штата Массачусетс Джону Эндрю, разрешившему формирование 54-го Массачусетского добровольческого полка

Разрешение на формирование полка было дано в марте 1863 года губернатором штата Массачусетс Джоном Эндрю после принятия «Прокламации об освобождении рабов». Военный министр США Эдвин Стэнтон распорядился, чтобы всеми «цветными» частями командовали белые офицеры. Командиром полка был назначен полковник Роберт Гулд Шоу, а его заместителем — подполковник Норвуд Пенроуз Хэллоуэлл. Для этой цели Шоу и Хэллоуэлл, прежде носившие звание капитана, были, как и многие офицеры афроамериканских частей, сразу повышены до соответствующих чинов, минуя промежуточные звания. Остальной офицерский состав набирали они сами. В число офицеров вошли Луис Эмилио и Гарт Уилкинсон Джеймс, брат писателя Генри Джеймса. Многие офицеры выросли в семьях аболиционистов, и часть из них пришла с рекомендацией самого губернатора Эндрю. Также в состав офицеров вошёл младший брат подполковника Хэллоуэлла, Эдвард, который после смерти Шоу был произведён в полковники и командовал 54-м полком до конца войны. 24 из 29 офицеров полка уже успели повоевать, но лишь шестеро из них ранее имели офицерское звание.
Вербовкой солдат занимались белые аболиционисты (в том числе родители полковника Шоу). Лейтенант Дж. Эпплтон, первый офицер, зачисленный в полк, опубликовал объявление в газете Boston Journal. Уэнделл Филлипс и Эдвард Пирс выступили перед чернокожими в церкви на Джой-стрит, призывая слушателей записываться в полк. Всего вербовкой активно занимались около сотни человек, в том числе прихожане церкви на Джой-стрит и члены специального комитета, созданного губернатором Эндрю.

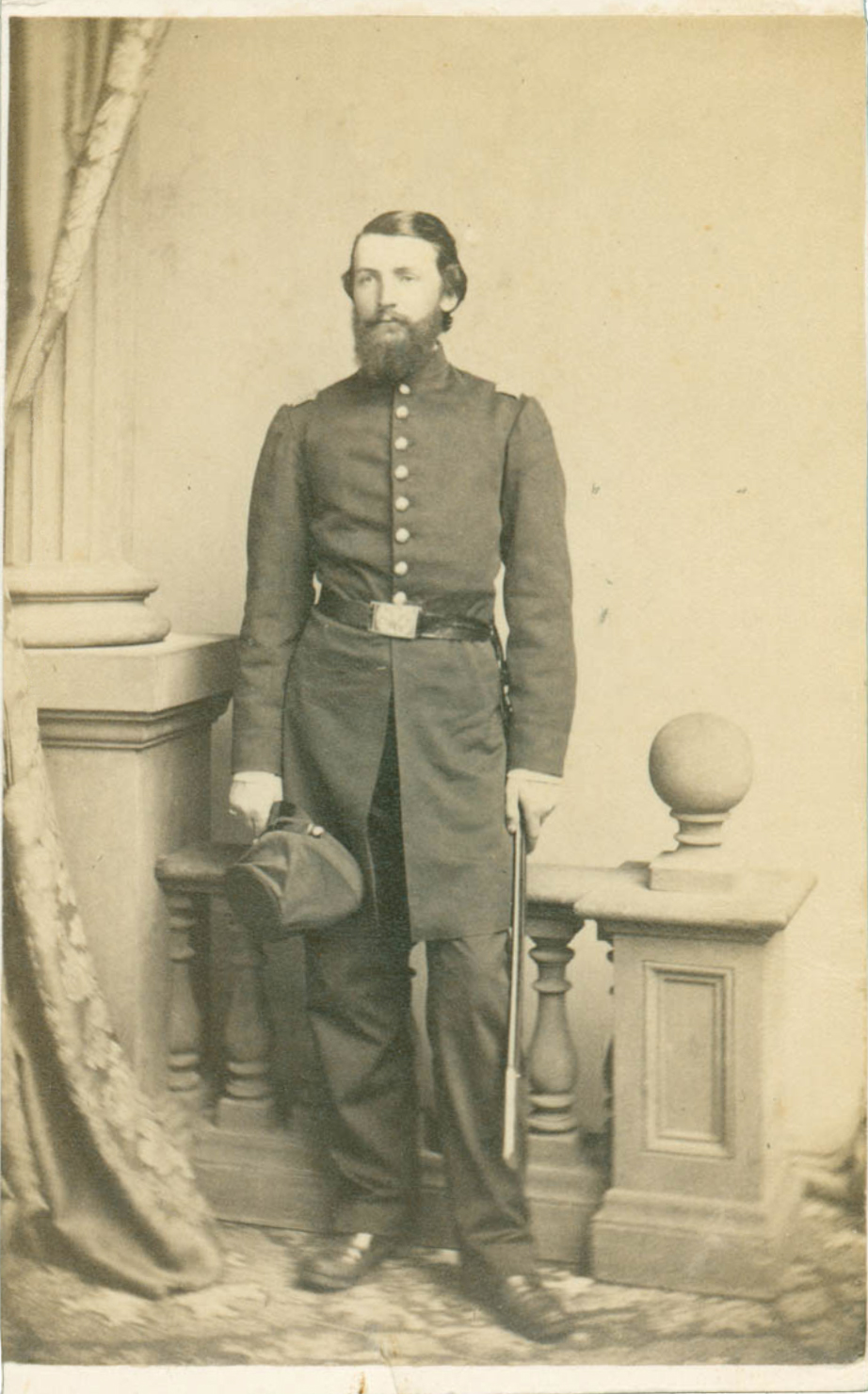
Подполковник Норвуд Хэллоуэлл в 1862 году

Военной подготовкой 54-й полк занимался в лагере Мейгс, расположенном в г. Ридвилл неподалёку от Бостона. Во время обучения значительную поддержку личному составу оказывали аболиционисты штата Массачусетс, включая Ральфа Уолдо Эмерсона. Материальная помощь включала в себя тёплую одежду, боевые знамёна и 500 долларов, пожертвованных на обучение полкового оркестра и приобретение музыкальных инструментов. Когда стало очевидным, что количество новобранцев намного превышает потребности, лишних стали отсеивать с помощью медосмотра, который глава здравоохранения штата Массачусетс описывал как «жёсткий и тщательный». В результате зачисленные на службу были самой «крепкой, сильной и здоровой группой мужчин», когда-либо призванных на службу в Соединённых Штатах. Тем не менее, как это часто бывало во время Гражданской войны, несколько новобранцев умерли от болезней, прежде чем 54-й полк покинул учебный лагерь.
Согласно большинству источников 54-й полк выступил из Бостона с высоким боевым духом. На нём не отразилось даже то, что, согласно изданному 23 декабря 1862 года Джефферсоном Дэвисом манифесту, и афроамериканских военнослужащих, и белых офицеров в случае поимки ждала смертная казнь. В январе 1863 года манифест был утверждён Конгрессом Конфедерации. В соответствии с ним и рядовых солдат, и их белых офицеров надлежало передавать властям штатов, где солдаты были рабами. Поскольку после восстания Нэта Тёрнера в большинстве южных штатов «восстания рабов» подавлялись с помощью драконовских мер, приговор, скорее всего, оказался бы смертным.

### Боевые действия
54-й полк торжественно покинул Бостон 28 мая 1863 года и был торжественно встречен в г. Бьюфорт, Южная Каролина. Чернокожих солдат приветствовали местные афроамериканцы и аболиционисты (некоторые из них прибыли из Бостона год тому назад, чтобы в качестве миссионеров принять участие в Порт-Рояльском эксперименте). В Бьюфорте 54-й полк присоединился ко 2-му полку добровольцев Южной Каролины — части, набранной из освобождённых рабов, под командованием полковника Джеймса Монтгомери. После успешного нападения 2-го полка на паром Комбахи, Монтгомери возглавил нападение обоих полков на г. Дариен в штате Джорджия. Население бежало, и Монтгомери приказал своим солдатам разграбить и сжечь опустевший город. Шоу возразил против подобных действий и подал вышестоящему начальству жалобу, в которой указал, что поджоги и грабёж — неподходящие занятия для его образцового полка.
Первым участием в настоящем бою для 54-го полка стала перестрелка с конфедератами 16 июля на острове Джеймс в Южной Каролине. Полк остановил атаку противника, потеряв от 42 до 45 человек.
23 декабря 1863 года в газете New York Tribune было напечатано письмо первого сержанта Роберта Джона Симмонса, бывшего солдата британской армии родом с Бермудских островов, служившего в роте B. Письмо было написано незадолго до атаки на батарею Вагнер:
Остров Фолли, Южная Каролина
18 июля 1863 года
Мы выдвигаемся к Форту Вагнер, чтобы штурмовать его. Мы только что завершили успешное отступление с острова Джеймс; мы вели там отчаянный бой в четверг утром. Наши три роты, B, H, и K, находились в сторожевом охранении на расстоянии доброй мили впереди полка. Нас атаковали рано утром. Наша рота находилась в резерве, когда пехота и кавалерия мятежников атаковала аванпосты. Наш капитан послал меня во главе взвода укрепить левый фланг. Пули сыпались вокруг нас практически дождём; когда я прибыл на место, мои несчастные товарищи падали вокруг меня с жалобными стонами. Наше охранение насчитывало всего около 250 человек, а нападавших было около 900. Судя по линии, выстроившейся в отдалении, атакующих поддерживал резерв численностью 3000 человек. Нам пришлось стрелять и отступать к лагерю. Рядом со мной был убит один наш несчастный сержант; ещё несколько человек рядом со мной были ранены.
Бог уберёг меня в этом первом испытании огнём и свинцом, и я славлю Его и возношу хвалы Его святому имени. Моему бедному другу [сержанту Петеру] Фогельсангу прострелили лёгкие; он в критическом состоянии, но доктор говорит, что он, возможно, выживет. Его рота понесла очень большие потери. Несчастный хороший и храбрый сержант [Джозеф Д.] Уилсон из его роты [H] заколол своим штыком четверых мятежников, после чего пятый прострелил ему голову. Бедняга! Да упокоится его благородный дух с миром. Генерал поздравил полковника с отвагой и храбростью его полка

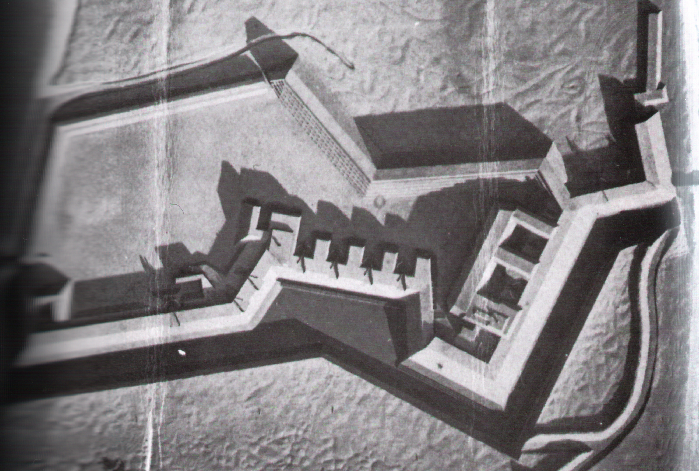
Модель форта Вагнер

Полк покрыл себя славой 18 июля 1863 года, когда возглавил атаку на форт Вагнер близ г. Чарльстон, Южная Каролина. 272 человека из 600 атакующих были «убиты, ранены или взяты в плен». В этом бою были убиты полковник Шоу и 29 его подчинённых; ещё 24 человека умерли впоследствии от ран, 15 были взяты в плен, 52 пропали без вести, и 149 были ранены. Более серьёзных потерь в одном бою 54-й полк не имел за всю войну. Хотя федеральные войска так и не смогли взять и удержать форт (несмотря на то, что захватили участок стены во время первого штурма), 54-й стал широко известен благодаря проявленной отваге, и это событие способствовало формированию новых афроамериканских полков, которое, по словам президента Линкольна, сыграло важную роль в победе Севера. Много десятилетий спустя сержант Уильям Харви Кэрни был награждён Медалью Почёта за то, что он выхватил американский флаг из рук убитого знаменосца и пронёс его до вражеских позиций и обратно. Хотя к тому моменту этой награды были удостоены другие афроамериканцы, подвиг Кэрни был первым по времени, за который чернокожий был награждён Медалью Почёта.
В то время, пока 54-й полк участвовал в штурме Чарльстона, в Нью-Йорке тлеющие расовые предрассудки вылились в бунт На набережной и в Нижнем Ист-Сайде афроамериканцев избивали, пытали и линчевали белые толпы, разозлённые попыткой призвать их на войну; бунтовщики смертельно ранили племянника сержанта Роберта Симмонса, смертельно раненого и взятого в плен при штурме форта Вагнер. Толпа обрушила свой гнев на чернокожих в уверенности, что именно они послужили причиной войны. Однако героизм 54-го полка помог усмирить гнев такого рода.
Под командованием произведённого в полковники Эдварда Хэллоуэлла 54-й полк прикрывал отступление северян в бою при Олусти. В ноябре 1864 года в составе негритянской бригады, которой командовал полковник Альфред Хартуэлл, 54-й полк безуспешно атаковал окопавшееся ополчение конфедератов в бою при Хани-Хилл. В середине апреля 1865 года полк участвовал в бою возле мельницы Бойкина — небольшой стычке в Южной Каролине, которая оказалась одним из последних боевых столкновений Гражданской войны.

## В кино
- «Слава» — художественный фильм 1989 года, в котором рассказывается об истории полка, о штурме форта Вагнера.